# Selfridges

Selfridges, також знана як Selfridges & Co. ― мережа елітних універмагів у Великій Британії, якою керує канадська група Selfridges Retail Limited. Її заснував Гаррі Гордон Селфрідж у 1908 році. Флагманський магазин на лондонській Оксфорд-стріт є другим за величиною магазином у Великобританії (після Harrods) і відкрився 15 березня 1909. Інші магазини Selfridges відкрилися в Траффорд-центрі та на Біржовій площі в Манчестері, а також у Бірмінгемі.

## Історія

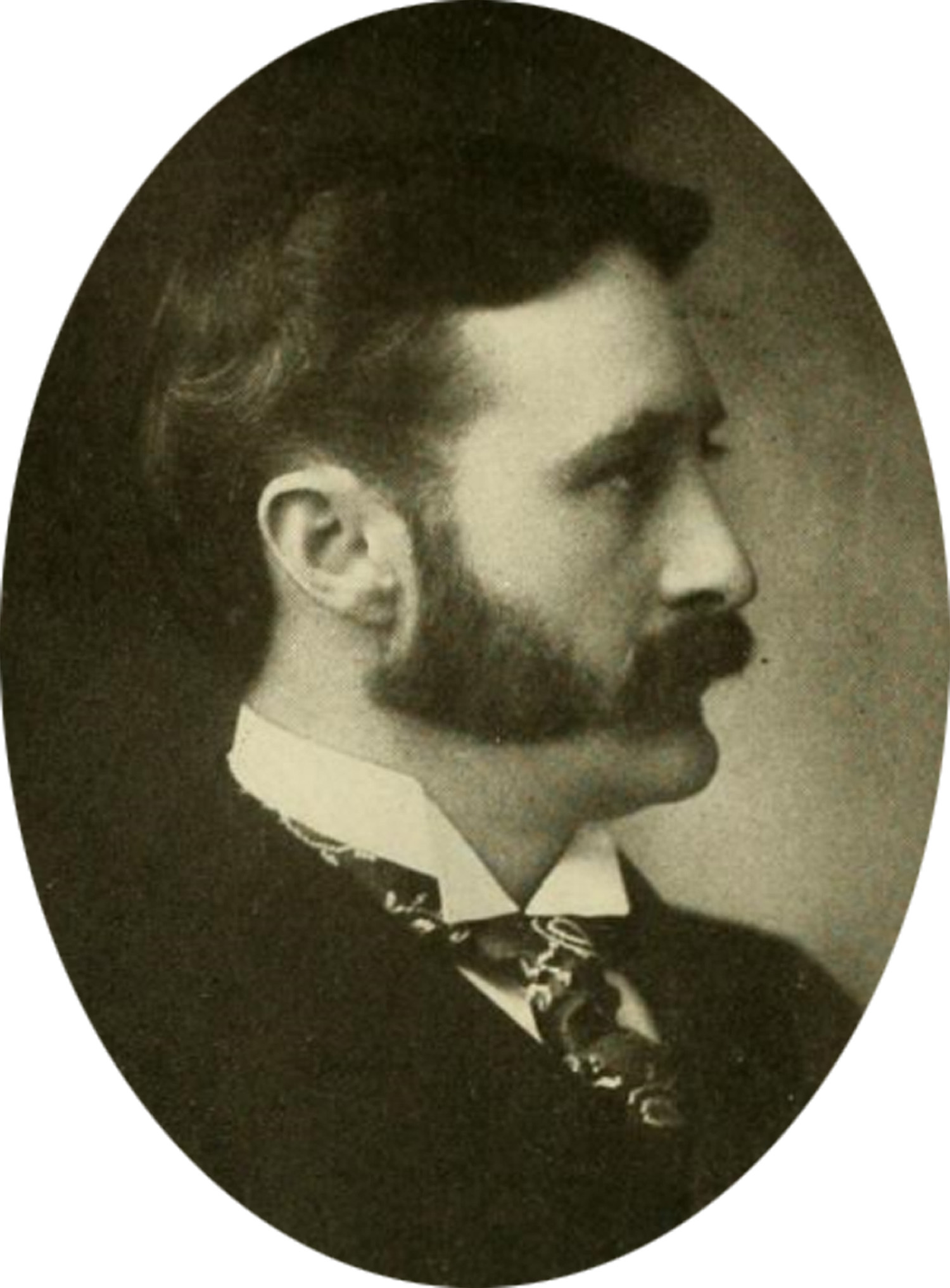
Гаррі Гордон Селфрідж, 1880 рік

Основою успіху Гаррі Гордона Селфріджа був його невпинний інноваційний маркетинг, який був ретельно виражений у його магазині на Оксфорд-стріт. Будучи родом з Америки, Селфрідж спробував спростувати ідею про те, що споживач був чисто американським явищем. Він спробував перетворити шопінг у веселу пригоду та форму дозвілля замість рутинної роботи, перетворивши універмаг на соціальну та культурну пам'ятку, яка надала жінкам громадський простір, в якому вони могли почуватися комфортно та балувати себе. Наголошуючи на важливості створення сприятливої атмосфери, він розмістив товари на вітрині, щоб покупці могли їх вивчити, перемістив високоприбутковий парфумерний прилавок у центр на першому поверсі та встановив правила, які зробили покупки безпечними та легкими для покупців. Ці правила були перейняті сучасними універмагами у всьому світі.

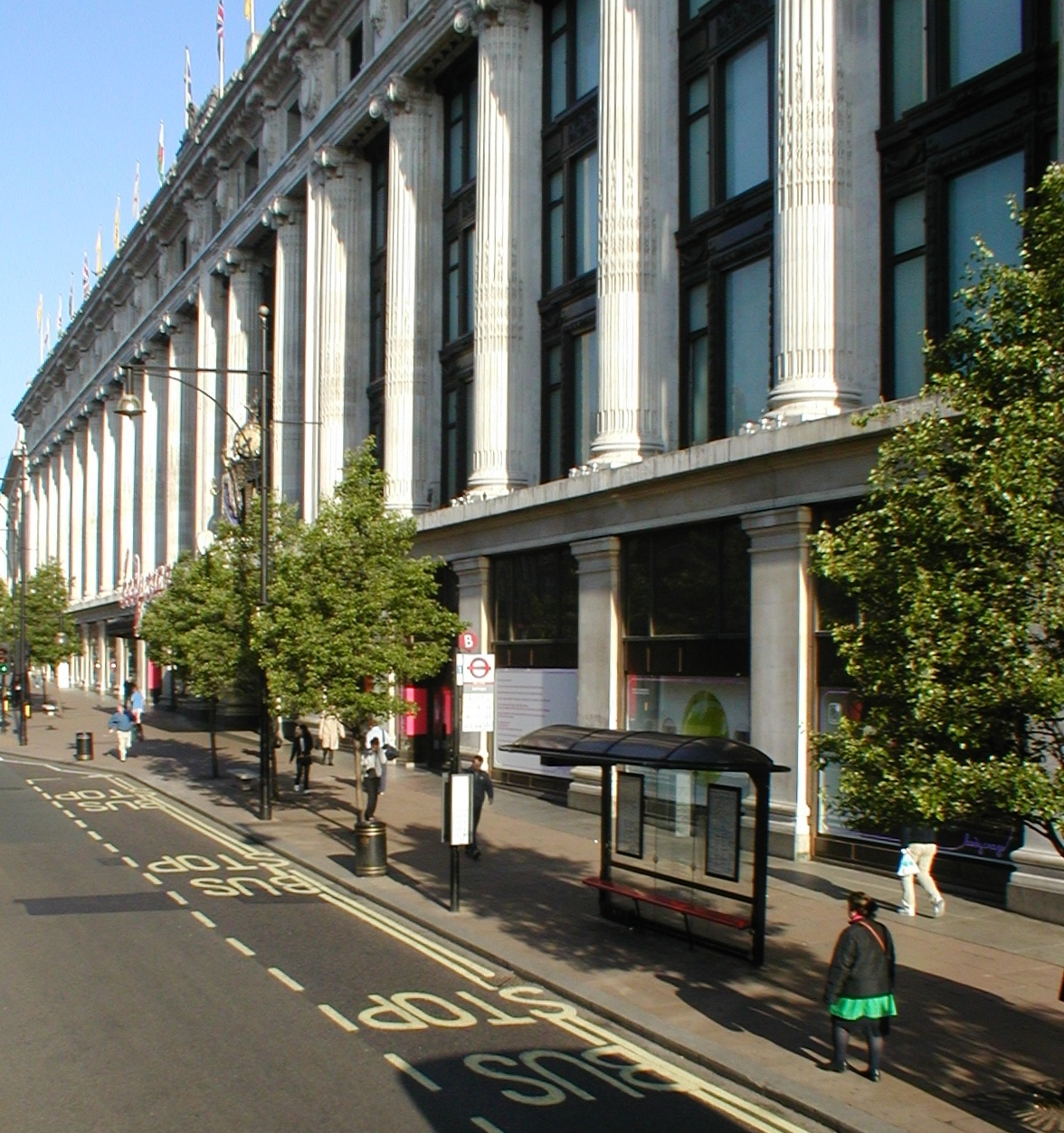
Магазин Selfridges у Лондоні

Вважається, що або Селфрідж, або Маршалл Філд вигадали фразу «клієнт завжди правий». Селфрідж регулярно використовував її у своїй рекламі. Він приваблював покупців освітніми та науковими експонатами і сам цікавився освітою та наукою, вважаючи, що виставки познайомлять потенційних нових клієнтів із Selfridges і, таким чином, забезпечать як швидкі, так і довгострокові продажі.
У 1909 році, після першого польоту через Ла-Манш, моноплан Луї Блеріо був виставлений на виставці в Selfridges, де його побачили 12 000 людей. Джон Лоугі Берд провів першу публічну демонстрацію силуетних зображень, що рухаються, по телебаченню з першого поверху Selfridges з 1 по 27 квітня 1925 року.
У 1920-х та 1930-х роках на даху магазину розташовувалися терасові сади, кафе, поле для міні-гольфу та збройовий клуб. Дах, з якого відкривався вид на Лондон, був звичайним місцем для прогулянок після походу по магазинах і часто використовувався для показів мод. Під час Другої світової війни підвал магазину використовувався як бомбосховище, і під час нальотів співробітники зазвичай виглядали запалювальні бомби і чергували по черзі.
Сейсмограф Мілна-Шоу був встановлений на третьому поверсі магазину на Оксфорд-стріт у 1932 році, прикріплений до однієї з головних опор будівлі, де він залишався незайманим рухом чи покупцями. Він успішно зафіксував бельгійський землетрус 11 червня 1938, який також відчувався в Лондоні. В 1947 він був переданий Британському музею.

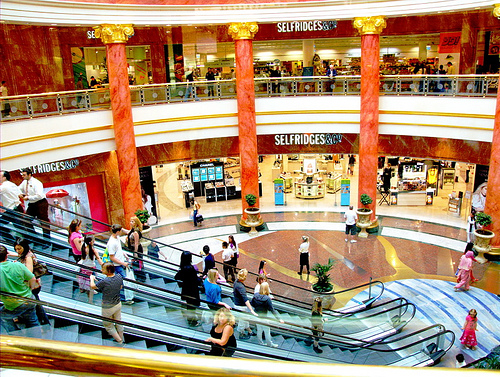
Магазин Selfridges у Траффорд-центрі, який відкрився у 1998 році

В 1926 Selfridges заснувала компанію Selfridge Provincial Stores company, яка з роками розширилася і включила в себе шістнадцять провінційних магазинів, але в 1940 вони були продані партнерству Джона Льюїса. Мережа універмагів Lewis з Ліверпуля придбала магазин, що залишився на Оксфорд-стріт в 1951 році, розширивши бренд, додавши Moultons of Ilford, куплений у конкуруючої мережі RHO Hills, і перейменувавши магазин Selfridges.
В 1965 бізнес був придбаний компанією Sears Group, що належить Чарльзу Клору. Під керівництвом Sears group відкрилися філії в Ілфорді та Оксфорді, причому останній залишався Selfridges до 1986 року, коли Sears перейменував його в магазин Льюїса. 1990 року Sears Holdings відокремила Selfridges від Lewis's і через рік призначила Льюїса в адміністрацію. У березні 1998 року Selfridges набула свій нинішній логотип у тандемі з відкриттям магазину Manchester Traffic Centre та відділенням Selfridges від Sears.
У вересні 1998 року Selfridges розширилася і відкрила універмаг у Траффорд-центрі, що недавно відкрився, у Великому Манчестері. Після свого успіху Selfridges оголосила, що відкриє додатковий магазин площею 125 000 квадратних футів (11600 м2) на Біржовій площі в центрі Манчестера. Магазин на Біржовій площі відкрився в 2002 році, коли центр Манчестера почав приходити до норми після вибуху в Манчестері в 1996 році. Магазин площею 260 000 квадратних футів (24 000 м2) відкрився в 2003 році в Бірмінгем Арені.

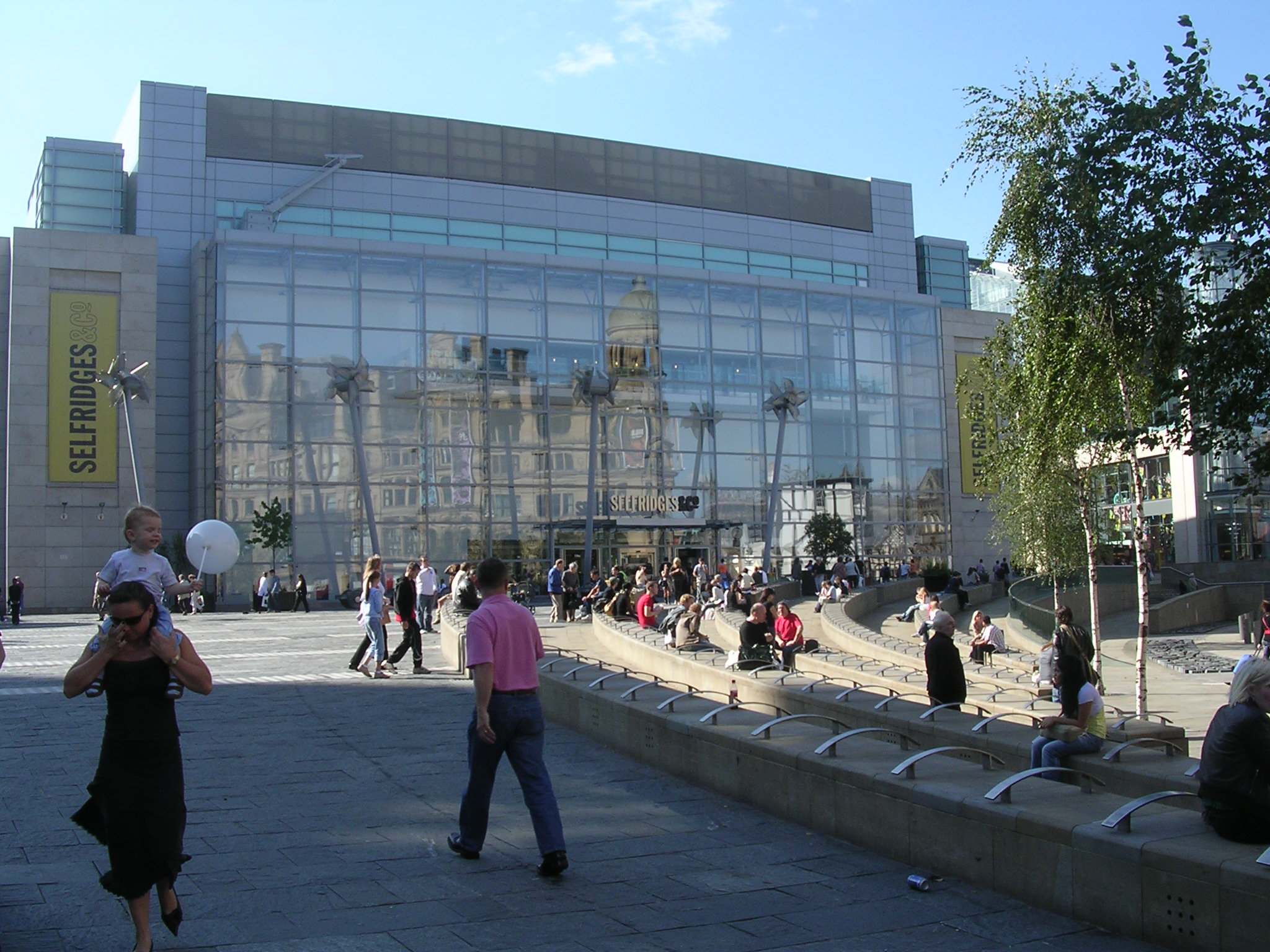
Магазин Selfridges у Манчестері

У 2003 році мережа була придбана канадською компанією Galen Weston за 598 мільйонів фунтів стерлінгів і стала частиною Selfridges Group, до якої також входять Браун Томас та Арноттс в Ірландії, Холт Ренфрю у Канаді та де Біенкорф у Нідерландах. Вестон, експерт з роздрібної торгівлі, який також є власником великих мереж супермаркетів у Канаді, вирішив інвестувати у реконструкцію магазину на Оксфорд-стріт, а не створювати нові магазини в інших британських містах, крім Манчестера та Бірмінгема. Саймон Форстер є керуючим директором Selfridges, у той час як Енн Пітчер є керуючим директором Selfridges Group.
У серпні 2020 року, у важкий для британської роздрібної торгівлі час, Selfridges запропонувала предмети розкоші в оренду соціально свідомим клієнтам. Магазин співпрацював з HURR, онлайн-платформою з прокату модного одягу, що пропонує прокат 100 товарів від більш ніж 40 модних брендів терміном до 20 днів.
Сім'я Вестон виставила бізнес Selfridges на аукціон у липні 2021 року, його оцінна вартість склала 4 мільярди фунтів стерлінгів. Розпродаж включає всі його магазини, включаючи флагманський магазин на Оксфорд-стріт і торгові точки в усьому світі.

## Архітектура

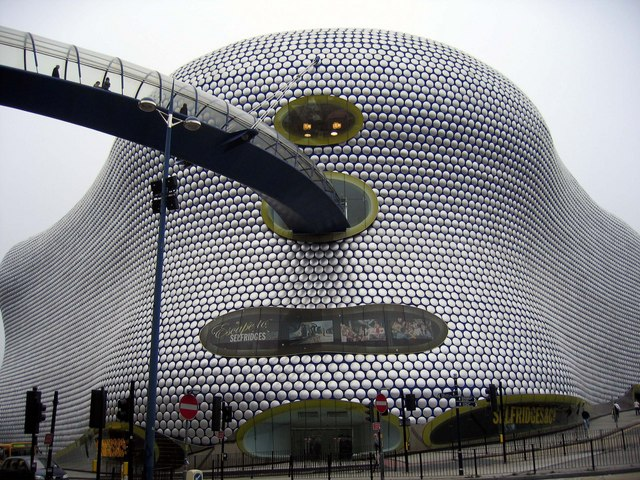
Будівля Selfridges у Бермінгемі

Магазини Selfridges відомі своїми архітектурними інноваціями та досконалістю та самі по собі є туристичними пам'ятками. Оригінальний лондонський магазин побудували за проєктом Деніела Бернхема, який також створив головний магазин Marshall Field у своєму рідному місті Чикаго. Бернем був провідним американським дизайнером універмагів того часу і працював у Бостоні, Нью-Йорку та Філадельфії.
Лондонський магазин будувався поетапно. Перша фаза складалася тільки з дев'яти з половиною відсіків, найближчих до кута Дьюк-стріт, і є прикладом одного з ранніх застосувань каркасної конструкції зі сталевих каркасів для будівель такого типу в Лондоні. Ця обставина, згідно зі звітом сучасного лондонського кореспондента з Chicago Tribune, значною мірою сприяла тому, що зрештою стало можливим широке використання чиказької системи каркасу у Великобританії. Схема зведення масивної вежі над магазином не була реалізована. Також у проєктуванні магазину брали участь американський архітектор Френсіс Свейлс, який працював над декоративними деталями, та британські архітектори Р. Френк Аткінсон та Томас С. Тейт. Характерна поліхромна скульптура над входом на Оксфорд-стріт — робота британського скульптора Гілберта Байєса. Газета Daily Telegraph назвала Selfridges найкращим універмагом у світі в 2010 році.

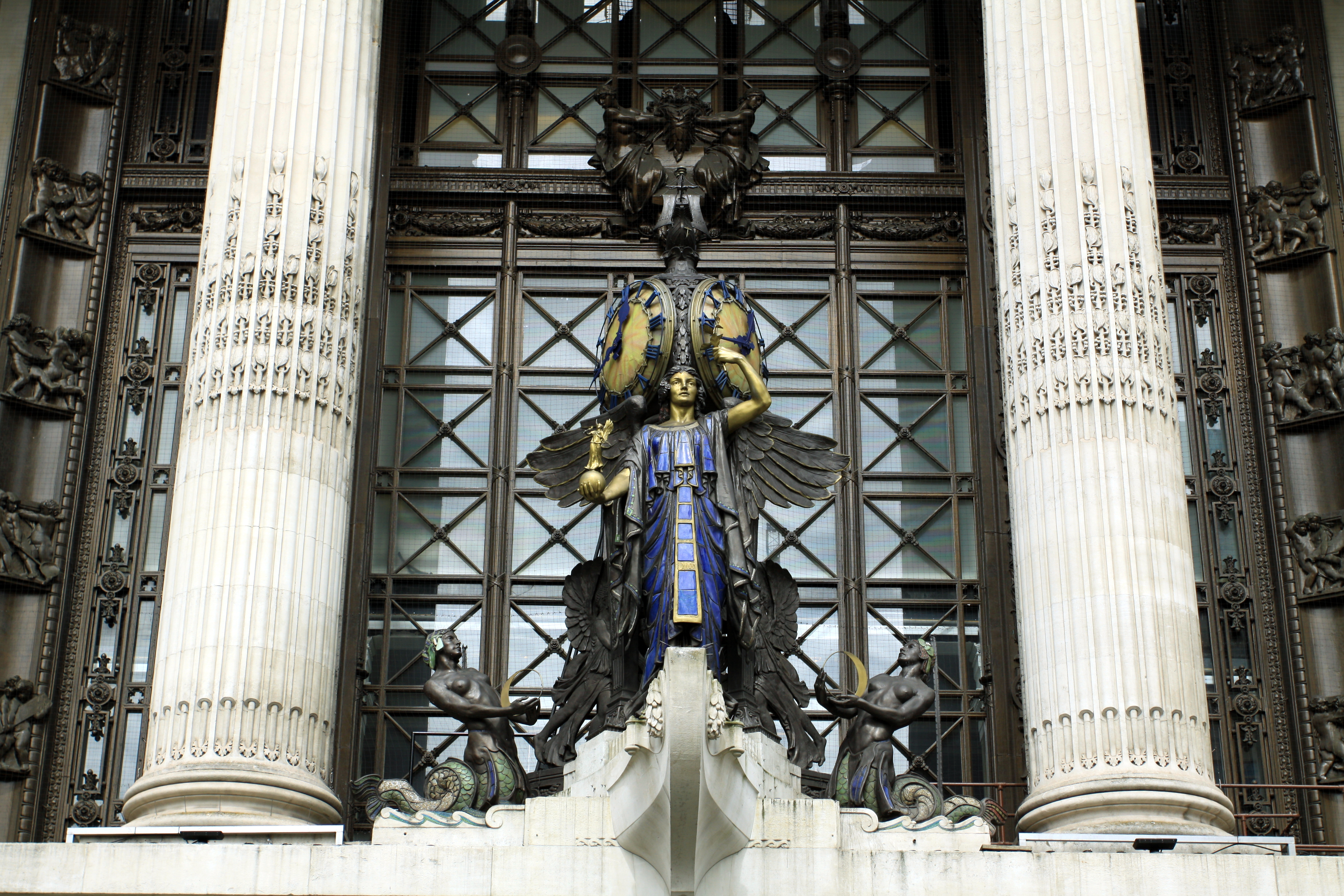
Деталь скульптури над входом до лондонського магазину

Магазин у Траффорд-центрі відомий використанням каменю та мармуру. Кожен із п'яти поверхів магазину Exchange Square у центрі Манчестера спроєктував окремий архітектор й він має неповторний дизайн. У грудні 2009 року офіційні представники магазину оголосили, що його буде відремонтовано за 40 мільйонів фунтів стерлінгів. Було оголошено, що у магазині будуть представлені художні інсталяції з використанням світлодіодного освітлення, яке проєктуватиметься зовні будівлі у нічний час.
Магазин в Бірмінгемі, який спроєктували архітектори Future Systems, покритий 15 000 алюмінієвими дисками, що обертаються, на тлі синього кольору Іва Кляйна. З моменту свого відкриття в 2003 магазин в Бірмінгемі щорічно згадується галузевим журналом Retail Week як один з 100 магазинів світу, який варто відвідати. Будівля також включена як шпалери робочого столу на тему «Архітектура» в Windows 7.

## Вітрини

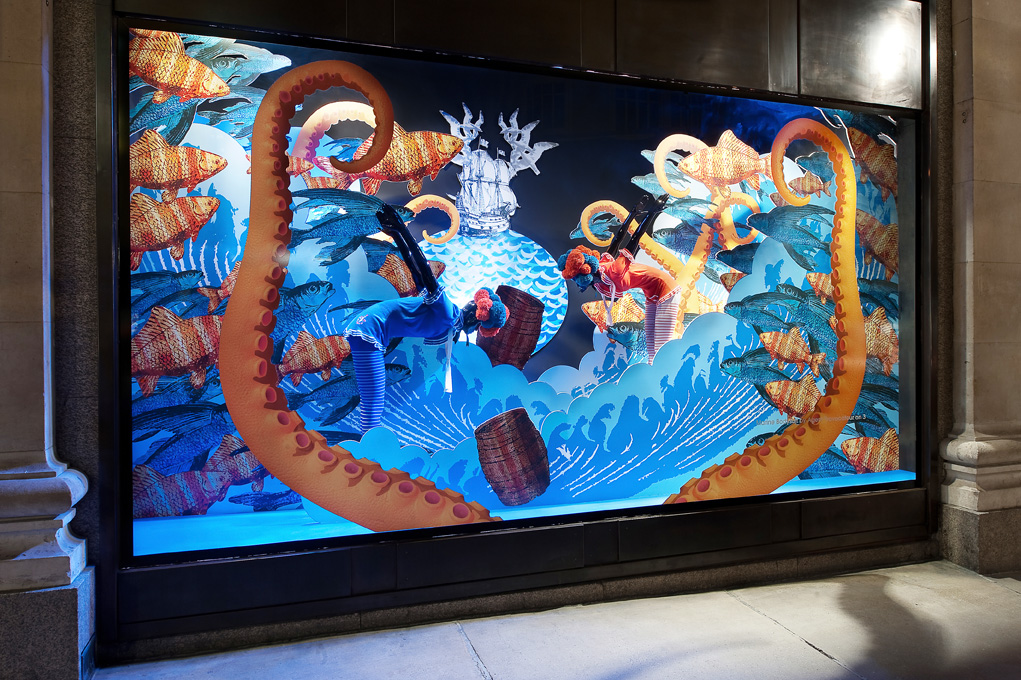
Вітрина Selfridges

Вітрини Selfridges також стали синонімом бренду та певною мірою стали такими ж відомими, як сама компанія. Сам Селфрідж порівняв похід магазинами з відвідуванням театру і закликав своїх клієнтів також встановити цей зв'язок, закривши свої вітрини шовковими фіранками, перш ніж драматично розкрити вітрини в день відкриття. Вітрини незмінно приваблюють туристів, дизайнерів та модників, які бажають помилуватися сучасним дизайном, стилем та модними тенденціями. З 2002 року вітрини були сфотографовані лондонським фотографом Ендрю Мередітом і опубліковані в таких журналах як Vogue, Dwell, Icon, Frame, Creative Review, угорський журнал Stylus, Тиждень дизайну, Harper's Bazaar, New York Times, WGSN, а також у багатьох світових ЗМІ, включаючи всесвітню пресу, журнали, блоги та книги.